# Combinata nordica ai XVII Giochi olimpici invernali
Nella combinata nordica ai XVII Giochi olimpici invernali furono disputate due gare, riservate agli atleti di sesso maschile: l'individuale e la gara a squadre.

## Risultati

### Individuale
Presero il via 53 atleti e la prima prova disputata, il 18 febbraio, fu quella di salto. Sul Lysgårdsbakken K90 s'impose il norvegese Fred Børre Lundberg davanti all'estone Ago Markvardt, all'altro norvegese Bjarte Engen Vik e al giapponese Takanori Kōno. Il giorno dopo si corse la 15 km di sci di fondo sul percorso che si snodava nello stadio Birkebeineren con un dislivello massimo di 66 m; a vincere fu il norvegese Trond Einar Elden davanti al francese Sylvain Guillaume e all'estone Allar Levandi; nessuno dei tre, tuttavia, riuscì a recuperare il divario accumulato nella gara di salto fino ad accedere al podio. Lundberg e Vik si confermarono primo e terzo chiudendo rispettivamente ottavo e quindicesimo nel fondo; invece Markvardt, trentacinquesimo, retrocedette fino al quinto posto finale, cedendo a Kōno, tredicesimo, la seconda piazza.
| Posizione | Atleta              | Nazione  | Tempo    |
| --------- | ------------------- | -------- | -------- |
| 1         | Fred Børre Lundberg | Norvegia | 39:07,9  |
| 2         | Takanori Kōno       | Giappone | + 1:17,5 |
| 3         | Bjarte Engen Vik    | Norvegia | + 1:18,3 |
| 4         | Kenji Ogiwara       | Giappone | + 2;08,8 |
| 5         | Ago Markvardt       | Estonia  | + 2:41,9 |
| 6         | Hippolyt Kempf      | Svizzera | + 3:45,3 |
| 7         | Jean-Yves Cuendet   | Svizzera | + 3:55,6 |
| 8         | Trond Einar Elden   | Norvegia | + 4:02,8 |
| 9         | Sylvain Guillaume   | Francia  | + 4:10,5 |
| 10        | Masashi Abe         | Giappone | + 4:13,8 |

### Gara a squadre
Presero il via 12 squadre nazionali e la prima prova disputata, il 23 febbraio, fu quella di salto. Sul Lysgårdsbakken K90 s'impose il Giappone davanti alla Norvegia e alla Svizzera. Il giorno dopo si corse la staffetta 3x10 km di sci di fondo sul percorso che si snodava nello stadio Birkebeineren con un dislivello massimo di 66 m; a vincere fu la Francia davanti alla Norvegia, al Giappone e alla Svizzera. Giappone, Norvegia e Svizzera confermarono così i rispettivi piazzamenti nel salto; la Francia, decima nella prima prova, non riuscì a recuperare il divario acucmulato.
| Posizione | Nazione     | Atleti                                            | Tempo     |
| --------- | ----------- | ------------------------------------------------- | --------- |
| 1         | Giappone    | Takanori Kōno Masashi Abe Kenji Ogiwara           | 1:22:51,8 |
| 2         | Norvegia    | Knut Apeland Bjarte Engen Vik Fred Børre Lundberg | + 4:49,1  |
| 3         | Svizzera    | Hippolyt Kempf Jean-Yves Cuendet Andreas Schaad   | + 7:48,1  |
| 4         | Estonia     | Magnar Freimuth Allar Levandi Ago Markvardt       | + 10:15,6 |
| 5         | Rep. Ceca   | Zbyněk Pánek Milan Kučera František Máka          | + 12:04,1 |
| 6         | Francia     | Sylvain Guillaume Stéphane Michon Fabrice Guy     | + 12:41,2 |
| 7         | Stati Uniti | Dave Jarrett Todd Lodwick Steven Heckman          | + 13:15,6 |
| 8         | Finlandia   | Topi Sarparanta Jari Mantila Tapio Nurmela        | + 13:27,6 |
| 9         | Austria     | Georg Riedlsperger Mario Stecher Felix Gottwald   | + 15:17,7 |
| 10        | Germania    | Roland Braun Thomas Dufter Thomas Abratis         | + 15:33,6 |

## Medagliere per nazioni
| Posizione | Nazione  | Oro | Argento | Bronzo | Totale |
| --------- | -------- | --- | ------- | ------ | ------ |
| 1         | Norvegia | 1   | 1       | 1      | 3      |
| 2         | Giappone | 1   | 1       | 0      | 2      |
| 3         | Svizzera | 0   | 0       | 1      | 1      |